# Darerca de Irlanda
Santa Darerca de Irlanda fue una hermana de San Patricio.

## Vida
Hay mucha oscuridad en su historia, y no es fácil separar los hechos de su historia de la red de leyendas que los escritores medievales entrelazaron con sus actos. Su fama, aparte de su relación con el apóstol nacional de Irlanda, se mantiene no solo como una gran santa sino también por ser la madre de muchos santos.
Cuando San Patricio visitó Bredach, como se cuenta en la "Vida tripartita de San Patricio" ordenó a Aengus mac Ailill, el jefe local de Moville, ahora un balneario para los ciudadanos de Derry. Mientras estaba allí encontró a "los tres diáconos", los hijos de su hermana, concretamente, San Reat, San Nenn, y San Aedh, que son conmemorados respectivamente el 3 de marzo, 25 abril y 31 agosto.
Darerca se casó al menos dos veces. Entre sus maridos, según historias en Bretaña, fue la segunda esposa de Conan Meriadoc y madre de su hijo mayor, Gradlon Mawr que se convertiría en Gradlon el Grande, Rey de Bretaña.
El segundo marido de Darerca, Conas el Britón, fundador de la iglesia de Both-chonais, ahora Binnion, parroquia de Clonmany, en la baronía de Inishowen, Condado de Donegal. Tuvo hijos con ambos maridos, algunos dicen que hasta diecisiete hijos, todos ellos, según Colgan, se convirtieron en obispos. (Según la historia bretona al menos uno se convertiría en rey de Bretaña, en vez de servir a la iglesia como obispo). De la "Vida Tripartita de San Patricio" es evidente que hubo cuatro hijos de Darerca con Conas, concretamente cuatro obispos, San Mel de Ardagh, San Rioc de Inisboffin, San Muinis de Forgney, Condado de Longford, y San Maelchu.
Darerca tuvo dos hijas, Santa Eiche de Kilglass y Santa Lalloc de Senlis. Su primer marido fue Restituto el Lombardo, después de cuya muerte se casó con Conas el Britón. Con Restituto fue madre de San Sechnall de Dunshaughlin; San Nectan de Killunche y de Fennor (cerca de Slane); de San Auxilio de Killossey (cerca de Naas, Condado de Kildare); de San Diarmaid de Druim-corcortri (cerca de Navan); de Dabonna, Mogornon, Drioc, Luguat, y Coemed Maccu Baird (el Lombardo) de Cloonshaneville, cerca de Frenchpark, Condado de Roscommon.
Otros cuatro hijos son asignados por antiguos escritores irlandeses, concretamente San Crummin de Lecua, San Miduu, San Carantoc, y San Maceaith. Este último es idéntico a Liamania, según Colgan, pero no tiene que ser confundido con Santa Monennia, o Darerca, cuya fiesta es el 6 de julio.
Santa Darerca es honrada el 22 de marzo, y es patrona de la Isla de Valentia.